# Waret-la-Chaussée
Pour les articles homonymes, voir Waret.
Waret-la-Chaussée (en wallon Waeret-al-Tchåssêye) est une section de la commune belge d'Éghezée située en Région wallonne dans la province de Namur.
C'était une commune à part entière avant la fusion des communes de 1977.

## Toponymie
Le nom de la localité est attesté sous les formes Waresch en 1112 - 1136; Warez en 1190; Wares en 1139 - 1196.
Étymologie (voir Waret-l'Évêque).

## Évolution démographique
- Source: DGS, 1831 à 1970=recensements population, 1976= habitants au 31 décembre

## Histoire
Waret-la-Chaussée fut l'un des villages où eut lieu un des vols pour lesquels la bande noire fut jugée en 1862. Trois des membres de la bande avait percé un mur de la maison d'argile d'un octogénaire afin d'y dérober de l'argent.

## Liste des bourgmestres de 1830 à 1977

### Patrimoine architectural
- Eglise Saint-Quentin. Construite en style classique par l'abbaye de Gembloux dans le troisième quart du XVIIIe siècle[2].
- Château de Waret-la-Chaussée. Située dans un parc, il est construite dans la première moitié du XIXe siècle[2].
- Chapelle Notre-Dame du Perpétuel Secours, située dans l'axe de la drève du château, elle est de style néo-classique datant du XIXe siècle[3].